# Chung Myung-whun
Chung Myung-whun (* 22. Januar 1953 in Seoul) ist ein südkoreanischer Dirigent und Pianist.

## Leben
Chung gab seine ersten Klavierkonzerte bereits im Alter von sieben Jahren in Seoul mit dem Philharmonischen Orchester Seoul. Nachdem die Familie in die USA ausgewandert war, begann er seine Ausbildung in New York an der Mannes School of Music (Klavier und Orchesterleitung). 1970 gewann er den Wettbewerb der New York Times, 1974 erhielt er den Zweiten Preis beim Tschaikowski-Wettbewerb für Klavier.
Chung und seine beiden Schwestern Chung Myung-wha (Cello) und Chung Kyung-wha (Violine) traten seit 1967 als Trio in Konzerten auf, 1971 debütierte er als Dirigent mit dem Koreanischen Symphonie-Orchester. 1975 wurde Chung bei Fortsetzung seiner Dirigierstudien an der Juilliard School Leiter des Juilliard’s Precollege Orchestra. Seine Karriere als Pianist hatte ihn bereits zu Konzerten nach New York, London und Berlin geführt. 1978 beendete er seine Ausbildung und wurde Assistent von Carlo Maria Giulini beim Los Angeles Philharmonic Orchestra.
1981 verließ Chung die USA und übernahm in den folgenden Jahren verschiedene Aufgaben als Dirigent in Europa. So leitete er von 1984 bis 1990 das Rundfunk-Sinfonieorchester Saarbrücken, mit dem er unter anderem Isang Yuns 3. Sinfonie 1985 uraufführte. Ab 1990 war er an der Pariser Opéra Bastille, wo er die Eröffnungsvorstellung der ersten Spielzeit am 17. März 1990, Les Troyens, dirigierte. Mit dem Orchester des Opernhauses brachte er hier 1994 Olivier Messiaens Concert à quatre, das der Komponist ihm und dem Orchester gewidmet hatte, zur Uraufführung. Im selben Jahr musste er nach Auseinandersetzungen mit der Verwaltung der Oper seinen Posten wieder aufgeben.
Daneben war er von 1987 bis 1992 Erster Gastdirigent am Teatro Communale in Florenz und debütierte 1986 an der Metropolitan Opera mit Simon Boccanegra. Er arbeitete auch an den Opern von San Francisco, Monte Carlo und Genf und ist seit 1997 Ehrendirigent der Accademia nazionale di Santa Cecilia in Rom.
1997 wurde er Chefdirigent des Asia Philharmonic Orchestra; 2000 bis 2015 bekleidete er das Amt des Musikalischen Direktors des Orchestre Philharmonique de Radio France und ist seit 2001 auch künstlerischer Berater des Tokyo Symphony Orchestra. Gastspiele führen ihn an die bedeutendsten Opernhäuser und Konzertpodien weltweit. 2006 wurde Chung zum Chefdirigenten des Seoul Philharmonic Orchestra bestellt. Im Jahr 2011 gab es eine heftige Debatte über die Höhe seines dortigen Gehalts von 2 Milliarden Won für das Jahr 2010. Er willigte schließlich nach einem Essen mit dem Seouler Bürgermeister Park Won-soon ein, so dass sein Gehalt für 2011 um 700 Millionen Won reduziert wurde. Seit der Saison 2012/13 ist Chung Erster Gastdirigent der Staatskapelle Dresden. 2018 und 2019 leitete er das Neujahrskonzert von Venedig.
Die UNESCO würdigte seinen Einsatz für humanitäre und ökologische Fragen, indem sie ihn 1995 zum „Mann des Jahres“ ernannte, für die Vereinten Nationen war er von 1992 bis 1997 als Sonderbotschafter für Drogenfragen tätig. In seiner Heimat Korea wurde er zum ersten Kulturbotschafter in der Geschichte ernannt. Seit April 2008 unterstützt er die Arbeit von UNICEF als „Goodwill Ambassador“.
Chung hat drei Söhne, wobei sein jüngster Sohn ebenfalls als Dirigent arbeitet.

## Diskographische Hinweise
1990 erhielt Chung einen Exklusivvertrag mit der Deutschen Grammophon, inzwischen arbeitet er auch mit anderen Firmen zusammen und konnte sein Schaffen auf derzeit (2008) rund 80 Veröffentlichungen dokumentieren, darunter:
- Olivier Messiaen: Turangalîla-Sinfonie und Éclairs sur l’Au-delà …
- Giuseppe Verdi: Otello
- Hector Berlioz: Symphonie fantastique
- Dmitri Schostakowitsch Lady Macbeth von Mzensk
- Antonín Dvořák 3., 6., 7. und 8. Sinfonie sowie die Serenade für Streichorchester op. 22
- Carl Nielsen, Die sechs Sinfonien und das Violin-, Flöten- und Klarinettenkonzert
- Einspielungen mit Cecilia Bartoli, Bryn Terfel, James Galway und anderen.

## Auszeichnungen
- 1987/88 und 2014: Premio Abbiati
- 1989: Arturo Toscanini-Preis
- 1991: Künstler des Jahres, verliehen von der Vereinigung französischer Theater- und Musikkritiker
- 1992: Ernennung zum Ritter der frz. Ehrenlegion
- 1995: Dirigent des Jahres (Frankreich); Man of the Year (UNESCO)
- 1996: Kumkuan, die höchste koreanische Auszeichnung für Künstler
- 1997: Ho-Am-Preis[5]
- 2011: Ordre des Arts et des Lettres
- 2013: Una vita nella musica  2013, Preis für das Lebenswerk des Teatro La Fenice[6]
- 2017: Orden des Sterns von Italien[7]